# キャリー・ホープ・フレッチャー
キャリー・ホープ・フレッチャー（Carrie Hope Fletcher、1992年10月22日 - ）はイギリスの女優、シンガーソングライター、小説家、インフルエンサー、YouTuber。
幼少期よりテレビや、ウェストエンドミュージカルに子役として出演し、2011年より自身のYouTubeチャンネルを開設した。主な内容は音楽活動に関する情報とブログである。2020年6月時点でチャンネル登録者数65万人に達している。
ウェストエンドにおいて、ミュージカル「レ・ミゼラブル」に2016年2月13日まで、エポニーヌ役で出演し、 2019年12月18日よりファンティーヌに役変わり。2015年に処女作のエッセイ「All I Know Now: Wonderings and Reflections on Growing Up Gracefully」を出版。同作は英国内でナンバーワンベストセラーになり、7週連続売り上げTOP10入りを果たした。2016年、自身初の小説「On the Other Side」を上梓。翌年に第二作「All That She Can See」を執筆。2020年には自身初の児童書「Into The Spotlight」を出版。

## キャリア形成

### 幼少期から子役時代
1992年にロンドン北西部のハーロウ区に生まれそこで育った。兄のトム・フレッチャーは、世界的なポップ・ロックバンド「マクフライ」でリードボーカルを勤めている。
5歳の時にイギリスの公共テレビ局「チャンネル4」にてケルシー・グラマーと共演し、子役デビュー。

### 舞台女優として
2001年、9歳の時、ウェストエンドにおいて、ミュージカル「レ・ミゼラブル」でリトルエポニーヌ役で初舞台を踏む。翌年には、同名映画のミュージカル「チキ・チキ・バン・バン」にてジェマイマ役のオリジナルキャストを演じた。2004年にはミュージカル「メリー・ポピンズ」にジェーン・バンクスとして出演している。2013年6月よりクイーンズ・シアターにてミュージカル「レ・ミゼラブル」でエポニーヌ役で出演。リトルエポニーヌ演じた子役が成長し、同役で作品に帰ってくるのは極めて珍しく、世界的に見ても彼女唯1人である。 
2014年11月より、ミュージカル「宇宙戦争」に出演、ジェイソン・ドノヴァン、ブライアン・マックファーデン、シェイン・ワードらと共演した。
2015年10月8日、ミュージカル「レ・ミゼラブル」30周年ガラコンサートで同作品に帰還。よく2016年には、ミュージカル「チキ・チキ・バン・バン」にルーリー・スクランプシャス役で出演。その後、ミュージカル「レ・ミゼラブル」ドバイ公演においてエポニーヌを演じたのち、ミュージカル「クリスマスキャロル」にエミリー役として出演。
2017年、ミュージカル「アダムス・ファミリー」の英国ツアー公演に、ウェンズデー・アダムス役で出演。同年12月には、ミュージカル「クリスマサウルス」に出演。
2018年、ミュージカル「宇宙戦争」40周年記念公演にベス役で出演。その後、12月までミュージカル「ヘザース/ベロニカの熱い日」に出演。
2019年、ミュージカル「レ・ミゼラブル」にファンティーヌ役で、約4カ月間出演。更に、ミュージカル「レ・ミゼラブル」ステージコンサートでも同役を演じた。その後は、ソンドハイム劇場で新しいプロダクションに加わり、2020年6月までファンティーヌで出演を予定していたが、新型コロナウィルス感染拡大の影響により、3月に閉幕。同年12月に、再びソンドハイム劇場において、ミュージカル「レ・ミゼラブル」ステージコンサートで舞台復帰を果たした。
2020年に、『ヴォイス・オブ・ウエストエンド2020』で初来日の予定であったが、新型コロナウィルス感染拡大の影響により、中止となった。
2021年6月には世界的作曲家アンドリュー・ロイド・ウェバーの最新ミュージカル「シンデレラ」にタイトルロールとして出演。

## ディスコグラフィー
| 発売年    | 作品                                             | キャラクター                 |
| --------- | ------------------------------------------------ | ---------------------------- |
| 2001      | ミュージカル「レ・ミゼラブル」                   | リトルエポニーヌ             |
| 2002      | ミュージカル「チキ・チキ・バン・バン」           | ジェマイマ・ポッツ           |
| 2004–2005 | ミュージカル「メリー・ポピンズ」                 | ジーン・バンクス             |
| 2005      | たのしい川べ                                     | ウェーセル/ダック            |
| 2013–2016 | ミュージカル「レ・ミゼラブル」                   | エポニーヌ                   |
| 2014      | ミュージカル「宇宙戦争」                         | ベス                         |
| 2016      | ミュージカル「チキ・チキ・バン・バン」           | トルーリー・スクランプシャス |
| 2016      | ミュージカル「レ・ミゼラブル」                   | エポニーヌ                   |
| 2016      | ミュージカル「クリスマスキャロル」               | エミリー                     |
| 2017      | ミュージカル「アダムス・ファミリー」             | ウェンズデー・アダムス       |
| 2017      | 「クリスマサウルス」                             | ブレンダ                     |
| 2018      | 若草の祈り                                       | ナレーター                   |
| 2018      | ミュージカル「ヘザース/ベロニカの熱い日」        | ベロニカ                     |
| 2018      | ミュージカル「宇宙戦争」ライブ録音               | ベス                         |
| 2019      | ミュージカル「宇宙戦争」                         | ベス                         |
| 2019      | ミュージカル「レ・ミゼラブル」ステージコンサート | ファンティーヌ               |
| 2019–2020 | ミュージカル「レ・ミゼラブル」                   | ファンティーヌ               |
| 2020      | ミュージカル「レ・ミゼラブル」ステージコンサート | ファンティーヌ               |
| 2021      | ミュージカル「シンデレラ」                       | シンデレラ                   |